# Свети Илия (Левосое)
„Свети пророк Илия“ (на сръбски: Храм св. пророка Илије) е възрожденска православна църква във вранското село Левосое, югоизточната част на Сърбия. Част е от Вранската епархия на Сръбската православна църква.
Църквата е гробищен храм, разположен югозападно от селото. Издигнат е в 1866 година на основите на стара църква по инициативата на иконом Димитър от Куманово, който е и основен ктитор на сградата. При епископ Пахомий Врански е направена основна реконструкция на сградана и е подменена основата на иконостаса.
Иконостасните икони са дело на дебърския зограф Аврам Дичов от 1870 година. По-късно иконостасната програма е допълнена от икони на други двама дебърски майстори - Димитър Папрадишки и Петър Николов, както и една руска икона. Иконостасът има общо 40 икони. Димитър Папрадишки и помошникът му Петър Николов изписват и стенописите в църквата в 1887 година.